# إيرين دافي
إيرين دافي (بالإنجليزية: Erin Davie)‏ هي مغنية وممثلة أمريكية، ولدت في 18 يونيو 1977 في ناشفيل في الولايات المتحدة. من الجوائز التي نالتها جائزة المسرح العالمي سنة 2007.

## جوائز
- جائزة المسرح العالمي (2007)

## وصلات خارجية
- إيرين دافي على موقع IMDb (الإنجليزية)
- إيرين دافي على موقع أول موفي (الإنجليزية)
- إيرين دافي على موقع قاعدة بيانات برودواي على الإنترنت (الإنجليزية)
- إيرين دافي على موقع قاعدة بيانات الفيلم (الإنجليزية)